# Cypermethrin
Cypermethrin ist ein Insektizid aus der Gruppe der Pyrethroide. Es wird als Isomerengemisch eingesetzt.
Es wurde von der Gruppe von Michael Elliott (Rothamsted Research) entwickelt und ist ein Typ-II-Pyrethroid.

## Stereochemie
Cypermethrin enthält drei Stereozentren und besteht damit aus acht Stereoisomeren. Beim technischen Produkt handelt es sich um ein Gemisch der (R,R,R)-, (R,R,S)-, (S,R,S)-, (R,S,S)-, (R,S,S)-, (S,R,S)-, (S,S,R)- und (S,S,S)-Form.

## Wirkungsweise
Cypermethrin ist ein Kontaktgift und hat außerdem eine insektenabwehrende (Repellent) Wirkung. Es wird entweder in Form präparierter Ohrmarken (hier überwiegt der Repellenteffekt) oder als Aufguss verabreicht. Binnen einiger Stunden verteilt es sich auf dem Körper des Tieres über Schweiß und Talg.
Insekten nehmen Cypermethrin über die Körperoberfläche auf, worauf es sich im ganzen Insektenkörper verteilt. Es ist ein Nervengift und führt dazu, dass sich die Na+-Kanäle der Nervenzellen nicht mehr schließen. Na+-Ionen strömen ungehindert in das Zellinnere hinein und es kommt zu unkontrollierbaren Nervenimpulsen. Dies führt zunächst zu Erregungszuständen mit Krämpfen, dann zu Koordinationsstörungen und schließlich zu einer Lähmung. Das Insekt ist innerhalb weniger Minuten bewegungsunfähig, man spricht von einem „Knock-Down-Effekt“. Der Repellenteffekt beruht auf einer Reizung taktiler Elemente in den Extremitäten („Fuß-Rückzieh-Effekt“) der Arthropoden.
Der Tod tritt erst nach einiger Zeit ein. Zecken werden innerhalb von zwei Tagen abgetötet. Die Wirkung von Cypermethrin hält 2 Wochen bis 5 Monate an.
Bei nicht ausreichender Dosis können viele der betroffenen Insekten Cypermethrin enzymatisch (Entgiftungsesterasen und mixed function oxidases) abbauen. Durch Zusatz von Synergisten wie Piperonylbutoxid kann der enzymatische Abbau verhindert werden.

## Einsatzgebiete
Tiermedizin: Cypermethrin wird zur Abwehr und Bekämpfung von stechenden, beißenden und saugend-leckenden Insekten eingesetzt. Bei Wiederkäuern ist der Wirkstoff gegen Zecken, Weidestechfliegen (Haematobia ssp.), Kopffliegen (Musca autumnalis), Bremsen, Läuse und Haarlinge, bei Schweinen und Pferden gegen Läuse und beim Geflügel gegen Federlinge, Trichostrongylus, Vogelmilben und Flöhe wirksam. Bei Fischen kann Cypermethrin als Meerwasserbad eingesetzt werden. Nach der Verordnung (EWG) Nr. 2377/90 über Höchstmengen für Tierarzneimittelrückstände in Nahrungsmitteln ist der Wirkstoff für Wiederkäuer und Forellenfische in Anhang I zugelassen. Der zulässige Rückstandshöchstwert in Fleisch beträgt bei Wiederkäuern 20 µg/kg, bei Forellen 50 µg/kg.
Holzschutz: In der Holzschutzmittelindustrie wird Cypermethrin als Biozid in bekämpfend und vorbeugend wirksamen Holzschutzmitteln verwendet, seit dem 3. Oktober 2013 auch in erneuter Zulassung als alter Wirkstoff unter der Biozid-Produkte-Richtlinie 98/8/EG bzw. in deren Erneuerung, der Verordnung (EU) Nr. 528/2012 (Biozid-Verordnung).
Ackerbau: Als Wirkstoff in Pflanzenschutzmitteln ist Cypermethrin in der Europäischen Union zugelassen. In Deutschland und Österreich werden Cypermethrin-haltige Präparate in der Forstwirtschaft sowie beim Acker- und Gemüsebau eingesetzt. In der Schweiz sind zudem auch Präparate für den Einsatz im Hausgarten erhältlich. Wird geschlagenes Holz im Wald gelagert, wird es oft mit Cypermethrin behandelt. Dies auch in FSC-zertifizierten Wäldern. In der Schweiz müssen Pflanzenschutzmittel mit dem Wirkstoff Cypermethrin nach Möglichkeit ersetzt werden, um das Risiko für Mensch, Tier und Umwelt zu senken.
Privatverbraucher und professionelle Schädlingsbekämpfung: Cypermethrin ist oft in Kombination mit anderen Pyrethroiden in Haushalt-Insektiziden enthalten sowie im Rahmen der professionellen Schädlingsbekämpfung eingesetzt. Wie alle Pyrethroide ist auch Cypermethrin langlebig und beständig gegen Reinigungen. In Haushalten kann Cypermethrin über Jahre verbleiben, da die Abbaurate im Vergleich zur freien Natur, etwa im Ackerbau, deutlich länger ist. Anbieter postulieren eine Wirkdauer der Mittel von 6–18 Wochen, die jedoch als zu kurz bemessen gelten muss. Durch wiederholte Anwendung kann es langfristig in geschlossenen Bereichen zu deutlich erhöhten Konzentrationen kommen. Cypermethrin sammelt sich auch bei einmaligem Einsatz an besprühten Flächen im Hausstaub und verteilt sich somit auch auf nicht behandelte Flächen (Quer-Kontamination). Da Cypermethrin fast nicht wasserlöslich ist, kann es nur mit Tensiden und hohem mechanischem Aufwand entfernt werden, wobei ein Erfolg der Dekontamination zudem stark von der Porosität der Oberflächen (bspw. glatte Fliesen vs. Fugen, Silikon oder Holz) abhängt und es wesentlich ist, dass eine besprühte Fläche das Mittel nicht aufsaugen und damit speichern kann (dies gilt im Übrigen für alle Pyrethroide).

## Handelsnamen
Landwirtschaft:
- Fastac Forst
- Cymbush[15]

Tiermedizin:
- Ektomin 100 EC ad us. vet.
- Flectron (Kombinationspräparat mit Permethrin)

Cypermethrin gibt es auch als freiverkäufliches Insektizid zur Bekämpfung von Ameisen und Schaben sowie anderen Insekten (Ardap Konzentrat, Bertram Schabengel, Compo-Ameisen-Spray, Contra Insect Plus, Detia-Degesch Schaben-Gel, Fastac, Fendona, Nexa Lotte Ultra, Raid Ameisen-Spray, Ripcord, Tenopa).